# 1
1（中文也作一）是一个数字、数词和符号。它是自然数无限序列中第一个也是最小的正整数。这一基本属性使其在其他领域中具有独特用途，从科学到体育，通常表示一个群体中的第一个、领先或顶尖的事物。1是计数或测量的单位，单数名词的限定词，以及中性代词。历史上1的表示形式从古苏美尔和巴比伦符号演变为现代阿拉伯数字。
在数学中，1为乘法单位元，即任何数字与1相乘皆等于其本身。按照惯例，1不被视为素数。在数字电路中，1表示二进制中的“开启”状态，是计算技术的基础。在哲学领域，1在诸多传统中象征着终极现实或存在的本源。

## 在数学上
数字1是0之后之首个自然数。每一自然数，含1，皆由后继法构造，即于前一自然数加1而成。数字1为整数、实数及复数之乘法单位元，意即任何数字{\displaystyle n}与1相乘保持其原值不变（{\displaystyle 1\times n=n\times 1=n}）。因此，正方形（{\displaystyle 1^{2}=1}）、平方根（{\displaystyle {\sqrt {1}}=1}）、1的任何其他幂始终等于1本身。1是它自己的阶乘（{\displaystyle 1!=1}），而1也是0的阶乘（这是空积的特例）。尽管1符合素数的定义，即只能被1和它本身（也是1）整除，但按照现代惯例，它既不是素数也不是合数。
自然数的不同数学构造以各种方式表示1。在朱塞佩·皮亚诺最初制定的皮亚诺公理（一组精确且逻辑地定义自然数的公设）中，1被视为自然数序列的起点。皮亚诺后来修订了他的公理，将序列的起点改为0。在冯·诺伊曼对自然数的基数赋值中，每个数字被定义为包含其之前所有数字的集合，1 被表示为单元素集{\displaystyle \{0\}}，即仅包含元素0的集合。用于计数的一进制系统是“以1为基数”的系统的一个例子，因为只需要一个标记——计数本身。虽然这是表示自然数的最简单方法，但由于其可读性较差，以1为基数很少被用作实际计数的基数。 
在许多数学和工程问题中，数值通常会被归一化，使其落在单位区间([0,1]) 内，其中1表示最大可能值。例如，根据定义，1 表示某个事件绝对或几乎肯定会发生的概率。同样，向量通常被归一化为单位向量（即幅值为1的向量），因为它们通常具有更理想的性质。函数通常会根据其定义域上积分为1、最大值为1或平方积分值为1的条件进行归一化，具体取决于其应用。
1是勒让德常数的值。该常数由阿德里安-马里·勒让德于1808年提出，用于描述素数计数函数的渐近行为。韦伊关于玉河数的猜想指出，对于所有单连通群（即路径连通且无“空洞”的群），其玉河数{\displaystyle \tau (G)}是一个关于定义在全局数域上的连通线性代数群的几何度量，其值为1。
1是许多现实世界数值数据中最常见的首位数字。这是本福德定律的结果，该定律指出某一特定首位数字{\displaystyle d}出现的概率为{\textstyle \log _{10}\left({\frac {d+1}{d}}\right)}。现实世界中的数字往往呈指数或对数增长，这使得它们的首位数字分布偏向较小的数字，其中数字1的出现频率约为30%。

## 符号和表示

### 历史
在语言学上，一是一个基数词，用于计数或表示一组事物中的数量。在已知最早的数字系统记录中，包括刻于泥板上的苏美尔十进六十进制系统，该系统的记载可追溯到公元前第三千年上半叶。在最早期的苏美尔数字中，表示数字1和60的符号均为横向的半圆形符号。而到了公元前约2350年，原有的弧形苏美尔数字已被楔形文字符号所取代，其中数字1和60均以相同的、主要呈垂直方向的符号来表示。
苏美尔的楔形文字数字系统是埃布拉语和亚述-巴比伦闪米特语十进制楔形文字系统的直系先祖。现存的巴比伦文献大多来自古巴比伦（约公元前1500年）和塞琉古（约 公元前300年）两个时期。在巴比伦楔形文字的数字记法中，数字1和60仍使用与苏美尔系统相同的符号。
在现代西方世界中，最常用于表示数字1的符号是阿拉伯数字，其形状通常为一条竖线，上方常带有衬线，有时底部还带有一条短横线。这一符号的起源可以追溯到古印度的婆罗米文，大约公元前250年，阿育王在其《阿育王诏书》中就曾以一条简单的竖线表示数字1。这种文字体系中的数字形状在中世纪经由马格里布和安达卢斯传入欧洲。阿拉伯数字以及用于表示数字一的其他字形（例如罗马数字（Ⅰ）、中文数字（一））都是表意文字。它们不依赖语音分解，而是直接表示“一”这个概念。1在原始印欧语词根*oi-no-（意为“一，独一无二”）。

### 现代字体
在现代字体中，数字1的字符形状通常排版为带上升部的等高数字，以使数字的高度和宽度与大写字母相同。然而，在带有文本数字的字体（也称为旧式数字或非等高数字）中，字形通常为x字高，并设计为遵循小写字母的节奏，例如。在旧式字体（例如，Hoefler Text）中，数字1的字体类似于I的小写版本，顶部和底部有平行的衬线，而大写字母I保留了全高形式。这是罗马数字的遗产，其中Ⅰ代表1。许多老式打字机没有数字1的专用键，需要使用小写字母L或大写字母Ⅰ来代替。

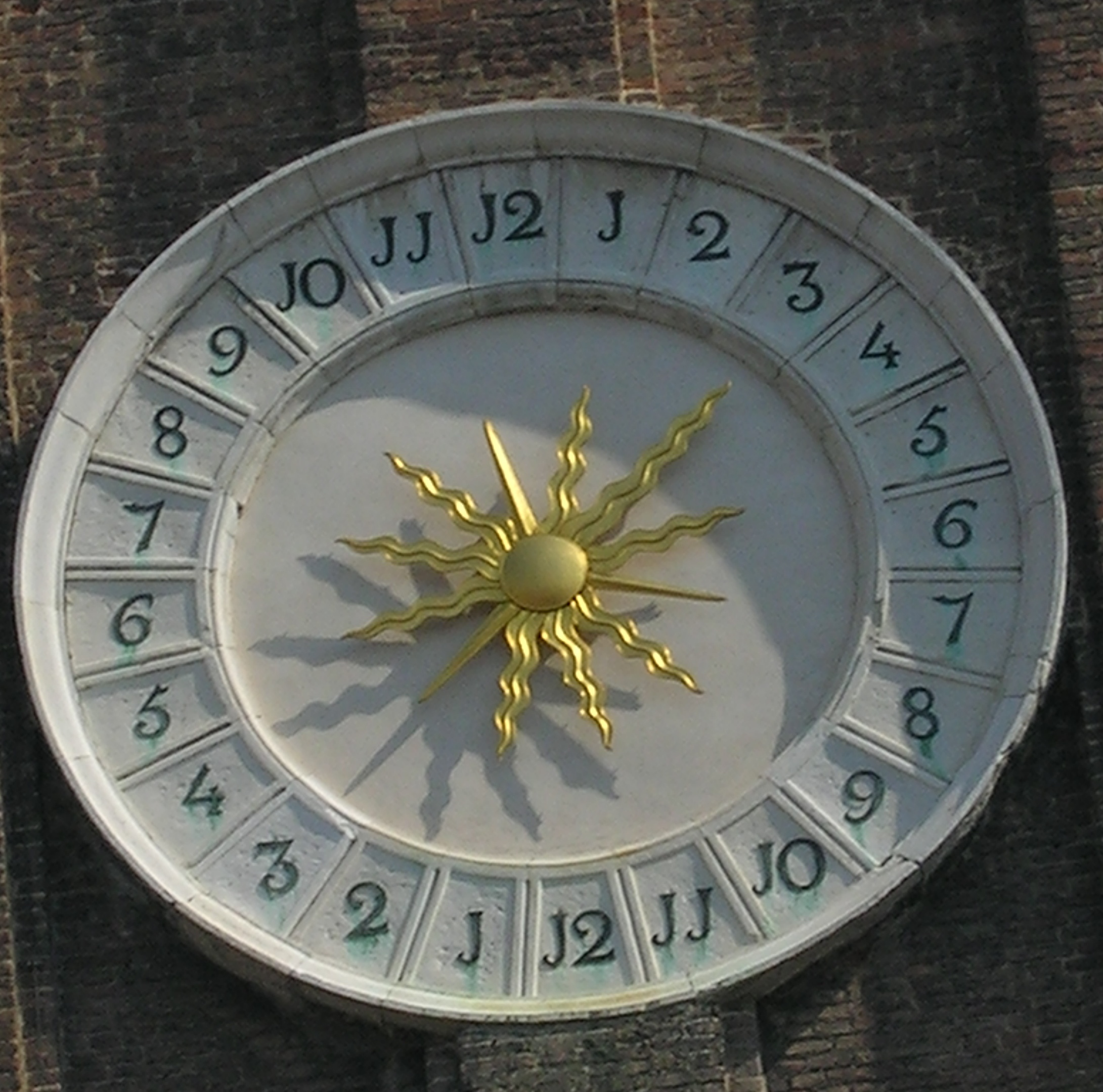
威尼斯的24小时塔鐘，其使用J代替1。

小写字母“j”可以被认为是小写罗马数字“i”的斜体变体，常用于小写罗马数字的最后一个字母“i”。历史上也曾用j或J代替阿拉伯数字“1”。在德语中，顶部的衬线可以延长成与竖线等长的上划。这种变化可能会与其他国家/地区表示“7”的字形混淆，因此为了在视觉上区分两者，数字“7”可以用一条横线穿过竖线来书写。 

## 其他领域
在数字电路中，数据通过二进制代码表示，即采用以2为底的数制，由1和0构成的序列来表示各种数值。数字化数据在物理设备中（如电子计算机）通常以电脉冲的形式体现，通过晶体管或逻辑门等开关器件进行处理，其中“1”代表“开”的状态。因此，在许多编程语言中，布爾值中的“真”（true）对应的数值就是1。在λ演算和可计算性理论中，自然数通过丘奇数以函数的形式来表示。其中，数字1的丘奇数表示为一个函数{\displaystyle f}，它对某个参数{\displaystyle x}应用一次，亦即(1{\displaystyle fx=fx})。
在物理学中，为了简化方程的形式，一些自然单位制中会将特定的物理常数设定为1。例如，在普朗克单位制中，光速被定为1。无量纲量也称为量纲为1的量。在量子力学中，波函数的归一化条件要求波函数的模平方的积分等于1。在化學中，氢是元素周期表的第一个元素，也是已知宇宙中最丰富的元素，它的原子序数为1。元素周期表的第一族由氢和碱金属组成。
在哲学中，数字1通常被视为统一的象征，在一神論传统中经常代表上帝或宇宙。毕达哥拉斯学派认为数字是复数，因此不将1本身归类为数字，而是将其归类为所有数字的起源。在他们的数字哲学中，奇数被认为是阳性，偶数被认为是阴性，而1被认为是中性的，能够通过加法将偶数转化为奇数，反之亦然。在普罗提诺及其他新柏拉图主义者的哲学中，“一者”（The One）被视为终极的实在，是一切存在的根源。亚历山大的斐洛则将数字一视为上帝之数，是所有数字的基础。

## 书目
- Blokhintsev, D. I. . Springer Science & Business Media. 2012. ISBN 978-9401097116.
- Caldwell, Chris K.; Xiong, Yeng. . Journal of Integer Sequences (Waterloo, CA: University of Waterloo David R. Cheriton School of Computer Science). 2012, 15 (9, Article 12.9.7): 1–14  [2023-12-16]. MR 3005530. Zbl 1285.11001. arXiv:1209.2007 . （原始内容存档于2023-12-16）.
- Chicago, University of.  14th. University of Chicago Press. 1993. ISBN 0-226-10389-7.
- Chrisomalis, Stephen. . New York: Cambridge University Press. 2010. ISBN 978-0-521-87818-0. doi:10.1017/CBO9780511676062.
- Colman, Samuel. Coan, C. Arthur , 编. . New York and London: G.P. Putnam's Sons. 1912.
- Crystal, D.  6th. Malden, MA: Wiley-Blackwell. 2008. ISBN 978-0631226642.
- Conway, John H.; Guy, Richard K. . New York: Copernicus Publications. 1996  [2023-12-17]. ISBN 0614971667. doi:10.1007/978-1-4612-4072-3. （原始内容存档于2024-11-18）.
- Cullen, Kristin. . Gloucester, MA: Rockport Publishers. 2007: 1–240. ISBN 978-1-592-533-527.
- Emsley, John.  illustrated, reprint. Oxford, UK: Oxford University Press. 2001. ISBN 0198503415.
- Gaitsgory, Dennis; Lurie, Jacob. . Annals of Mathematics Studies 199. Princeton: Princeton University Press. 2019: viii, 1–311  [2023-12-16]. ISBN 978-0-691-18213-1. MR 3887650. Zbl 1439.14006. doi:10.2307/j.ctv4v32qc. （原始内容存档于2024-11-12）.
- Glick, David; Darby, George; Marmodoro, Anna. . Oxford University Press. 2020. ISBN 978-0198831501.
- Guastello, Stephen J.  3rd. CRC press. 2023. ISBN 978-1000822045.
- Godbole, Achyut S. . Tata McGraw-Hill Education. 2002. ISBN 978-1-259-08223-8.
- Graham, Ronald L.; Knuth, Donald E.; Patashnik, Oren.  2. Reading, MA: Addison-Wesley. 1994. ISBN 0-201-14236-8.
- Halfwassen, Jens. . Remes, Pauliina; Slaveva-Griffin, Svetla  (编). . Routledge Handbooks in Philosophy. Abingdon, Oxfordshire and New York: Routledge. 2014. ISBN 9781138573963.
- Halmos, Paul R. . Undergraduate Texts in Mathematics. Springer. 1974: vii, 1–104. ISBN 0-387-90092-6. MR 0453532. doi:10.1007/978-1-4757-1645-0.
- Hext, Jan.  1. Prentice Hall. 1990: 33. ISBN 9780724809400..
- Hindley, J. Roger; Seldin, Jonathan P.  2nd. Cambridge, UK: Cambridge University Press. 2008: xi, 1–358. ISBN 978-1-139-473-248. MR 2435558.
- Hodges, Andrew. . New York, NY: W. W. Norton & Company. 2009: 1–330. ISBN 9780385672665. S2CID 118490841.
- Huber, Roy A.; Headrick, A. M. . CRC Press. 1999. ISBN 1420048775.
- Huddleston, Rodney D.; Pullum, Geoffrey K.; Reynolds, Brett.  2nd. Cambridge: Cambridge University Press. 2022: 1–418  [2023-12-16]. ISBN 978-1-316-51464-1. OCLC 1255524478. （原始内容存档于2024-07-12）.
- Huddleston, Rodney D.; Pullum, Geoffrey K. . Cambridge, UK; New York: Cambridge University Press. 2002. ISBN 978-0-521-43146-0.
- Hurford, James R. . Cambridge, UK: Cambridge University Press. 1994: 1–288. ISBN 978-0-521-45627-2. OCLC 29702087.
- Kennedy, Hubert C. . Historia Mathematica. 1974, 1 (4): 387–408. doi:10.1016/0315-0860(74)90031-7.
- Kottwitz, Robert E. . Annals of Mathematics. 2 (Princeton, NJ: Princeton University & the Institute for Advanced Study). 1988, 127 (3): 629–646. JSTOR 2007007. MR 0942522. doi:10.2307/2007007.
- McWeeny, Roy. . Dover Books on Physics reprint. Courier Corporation, 2012. 1972. ISBN 0486143805.
- Miller, Steven J. (编). . Princeton, NJ: Princeton University Press. 2015: xxvi, 1–438  [2023-12-16]. ISBN 978-0-691-14761-1. MR 3408774. （原始内容存档于2024-07-14）.
- Mills, I. M. . Metrologia. 1995, 31 (6): 537–541. Bibcode:1995Metro..31..537M. doi:10.1088/0026-1394/31/6/013.
- Peano, Giuseppe.  [The principles of arithmetic, presented by a new method]. An excerpt of the treatise where Peano first presented his axioms, and recursively defined arithmetical operations. Turin: Fratres Bocca. 1889: xvi, 1–20. JFM 21.0051.02.
- Peano, Giuseppe.  [Mathematical Formulary] V. Turin: Fratres Bocca. 1908: xxxvi, 1–463. JFM 39.0084.01.
- Pintz, Janos. . The American Mathematical Monthly. 1980, 87 (9): 733–735. ISSN 0002-9890. JSTOR 2321863. doi:10.2307/2321863.
- Polt, Richard. . The Countryman Press. 2015. ISBN 978-1581575873.
- Schubring, Gert. . . By Radford, Luis; Schubring, Gert; Seeger, Falk. . Kaiser, Gabriele  (编). Semiotic Perspectives in the Teaching and Learning of Math Series 1. Netherlands: Sense Publishers. 2008. ISBN 978-9087905972.
- Stewart, Ian. . . 2024  [2024-08-21]. （原始内容存档于2008-07-26）.
- Woodford, Chris. . Evans Brothers. 2006  [2016-03-24]. ISBN 978-0-237-52725-9.